# لوسیا ۲۲۲
سیارک ۲۲۲ (به انگلیسی: 222 Lucia) دویست و بیست و دومین سیارک کشف شده‌است که در ۹ فوریه ۱۸۸۲ و در وین کشف شد.
قدر مطلق سیارک برابر ۹٫۱۳ است.